# Соціальна працівниця спить
«Соціальна працівниця спить» (англ. Benefits Supervisor Sleeping) — портрет ню Сью Тіллі роботи британського художника Люсьєна Фрейда.

## Опис
На портреті зображена гола сонна жінка, яка лежить на кушетці, вражаючи розмірами своєї фігури. Натурницею стала реальна соціальна робітниця 51-річна Сью Тіллі, яка на той час важила 127 кг.

## Сью Тіллі з Люсьєном Фрейдом
Сью Тіллі працювала касиром в нічному клубі "Табу", промоутером в якому був Лі Боуері. Він і познайомив Сью з Люсьєном Фрейдом  у 1990 році.За рік Сью почала позувати художнику. На момент написання картини Сью дійсно працювала соціальною робітницею. Жінка  зображена на чотирьох картинах Фрейда.

## Цікаві факти
13 травня 2008 полотно Фрейда було продано на торгах «Крістіс» в Нью-Йорку за 33 мільйони 641 тисячу доларів Роману Абрамовичу. Це аукціонний рекорд за твір живого художника.